# Eljezer Schkedi

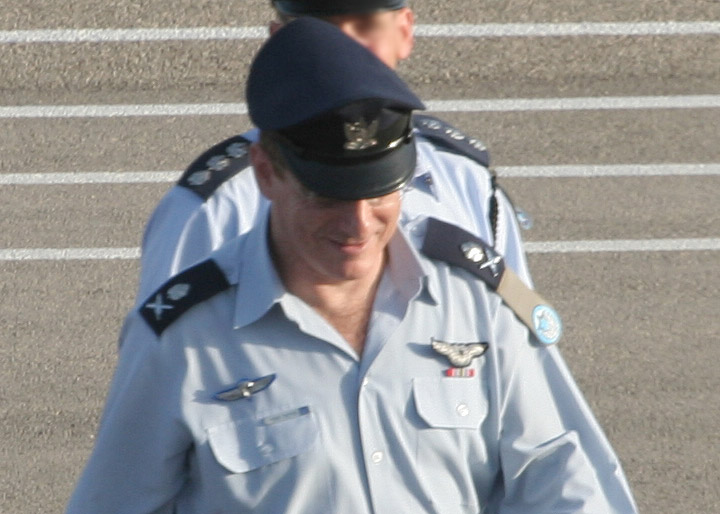
Eljezer Schkedi, 2007 bei einer Abschlusszeremonie der Fliegerausbildung

Eljezer Schkedi (hebräisch אליעזר שקדי; * 16. August 1957 in Israel) ist ein Aluf (אלוף; deutsch etwa „Generalmajor“) der israelischen Streitkräfte. Von 2004 bis 2008 war er Kommandeur der israelischen Luftstreitkräfte.

## Leben
Schkedi wurde in Israel geboren, ging in Kfar Saba zur Schule und wurde 1975 zum Militärdienst eingezogen. Er besuchte freiwillig die Flugschule und schloss diese als Jagdflieger ab. Schkedi wurde Mitglied von mehreren militärischen Einheiten, bevor er zum Hazerim-Stützpunkt der Luftstreitkräfte berufen wurde und als Fluglehrer diente. Auch während des Libanonkrieges 1982 war er dort stationiert. In diesem Krieg schoss er zwei feindliche Flugzeuge ab.
Mitte der 1980er Jahre studierte er an der Ben-Gurion-Universität im Negev und erhielt einen Bachelor in Mathematik und Computerwissenschaften. Bis Mitte der 1990er setzte er seinen Militärdienst bei den Luftstreitkräften fort, bevor er einen Master-Studiengang in System-Management an der Naval Postgraduate School in den USA begann.
Seine Position als Kommandeur der israelischen Luftstreitkräfte trat Schkedi am 4. April 2004 an. In dieser Position wurde er zum Kommandeur von Kampfhandlungen gegen Staaten ernannt, die keine Grenze mit Israel teilen.